# 簡君晉
簡君晋（英語：Kan Kwan Chun, Lawrence），香港電影導演。

## 簡介
簡君晋初中就讀於迦密中學，及後前往加拿大溫哥華升學，畢業於溫哥華電影學院。畢業後回港發展。其後憑藉短片作品《樓梯》奪得香港青年協會主辦的華人青年短片創作大賽2011之公開組 最佳影片冠軍、最佳劇本亞軍以及最佳導演季軍三個獎項。2013年執導其第一部電影《當C遇上G7》，此片入圍2013年香港亞洲電影節「香港首作」單元，並獲邀出席2014年第33屆香港電影金像獎頒獎典禮。2022年創作及執導電視劇《IT狗》。
2023年，其執導的第二部電影《白日之下》上映，此片入圍了第25屆上海國際電影節亞洲新人競賽單元，第60屆金馬獎五項提名、第20屆香港亞洲電影節的開幕電影與及榮獲第42屆香港電影金像獎16項提名。

## 電影

### 導演
| 年份 | 片名      | 主演                                                   | 備註                                              |
| 2013 | 當C遇上G7 | 陳家樂、勞嘉怡、周永恆、陳康健、陳嘉寶                 | 入圍2013年香港亞洲電影節 -「香港首作」單元        |
| 2023 | 白日之下  | 余香凝、姜大衛、林保怡、梁仲恆、梁雍婷、朱柏謙、朱柏康 | 第42屆香港電影金像獎16項提名 第60屆金馬獎五項提名 |
| 2024 | 紅棉路    |                                                        | 2023 HAF發展中項目（IDP）大獎（香港以外地區）     |

## 電視作品
| 年份 | 節目                 | 職銜       | 合作單位                                                                       |
| 2019 | 第38屆香港電影金像獎 | 創作組     | 爾冬陞，卓亦謙，黃進，彭秀慧，陳詠燊，陳仕文，戴偉                             |
| 2022 | IT狗                 | 導演       | 凌文龍，陳漢娜，楊樂文，岑珈其，陳湛文，余逸思，彭秀慧，周祉君，陳瑞輝，邱士縉 |
| 2024 | 第42屆香港電影金像獎 | 創作總監   | 爾冬陞，文念中                                                                 |
| 2025 | 第43屆香港電影金像獎 | 創作總監   | 爾冬陞，吳煒倫，羅耀輝，黃鐦、吳兆麟                                           |
| 2025 | 存酒人               | 監製       | 楊樂文、邱傲然、夏韶聲、朱栢謙、徐㴓喬、安柔潔                                 |
| 2025 | IT狗2.0              | 監製、導演 | 凌文龍，陳漢娜，楊樂文，岑珈其，陳湛文，余逸思，陳瑞輝，邱士縉，梁仲恆，林家熙 |

## 短片 / 預告片
| 年份 | 短片                                                                           | 職銜       | 合作單位                                                       |
| 2019 | 第38屆香港電影金像獎宣傳片《 如何面對沒有金像獎的日子 （页面存档备份，存于）》 | 創作組導演 |                                                                |
| 2023 | 第41屆香港電影金像獎終身成就獎得主胡楓引言短片《修歌 （页面存档备份，存于）》  | 剪接       | 《修歌》由朱芸編作曲、方健輝填詞、舒文及朱芸編監製、古巨基主唱 |

## MV導演作品
| 主唱           | 歌曲               | 備註                                                                                                 |
| 蔡卓妍         | 活著               | |
| 鍾舒漫         | Everlasting        | |
| 鍾舒漫         | 直到最後           | |
| 鍾舒漫         | You                | |
| 鍾舒漫         | 衝流               | |
| 鍾舒漫         | 自信踭             | |
| 鍾舒漫、鍾舒祺 | 1111               | |
| 張致恆         | 彼得與王           | |
| 張致恆         | I Need You         | |
| 張致恆         | 大巴比倫           | |
| 許靖韻         | 歲月如歌           | |
| 陳康健         | 只得一秒           | 電影當C遇上G7 主題曲                                                                                 |
| 陳明恩         | 底線               | |
| 鍾舒祺         | 心嚎               | 榮獲香港流行音樂MV頒獎典禮2015 年度總選「最佳新人MV」銅獎                                            |
| 關心妍         | 人生銀行           | 入圍香港流行音樂MV頒獎典禮2015 第二季季選                                                            |
| 鄭欣宜         | 給最開心的人       | 入圍香港流行音樂MV頒獎典禮2015 第二季季選                                                            |
| Twins          | 虛齡時代           | |
| Twins          | Emoji              | |
| 鍾舒祺         | 夢想家 Dreamers    | |
| 鍾舒祺         | 囂張               | |
| 許廷鏗         | 我的志願           | 執行導演                                                                                             |
| 許靖韻         | 蝴蝶               | |
| 陳永馨         | 愛只為你寫         | |
| 許靖韻         | 大個之後           | |
| 許廷鏗         | 你在我在           | |
| 鍾舒祺         | 免責條款           | |
| 陳明憙         | 濃霧               | |
| 陳明憙         | 畫布               | |
| 張彥博         | 圓缺               | |
| 陳明憙         | 影子               | |
| 陳慧琳         | Be with you        | 入圍 International Music Video Underground Festival 2018 榮獲20th Edition 最佳攝影及最佳剪接兩項提名 |
| 陳慧琳         | 做自己的太陽       | |
| 陳慧琳         | 也許我一直不懂愛情 | |
| 李靖筠         | 一千零一頁         | |
| 李靖筠         | 嗚哩雙刀           | |

## 獎項

### 香港電影金像獎
| 年份   | 獲提名       | 獎項     | 結果 |
| ------ | ------------ | -------- | ---- |
| 2023年 | 《白日之下》 | 最佳導演 | 提名 |
| 2023年 | 《白日之下》 | 最佳編劇 | 提名 |
| 2023年 | 《白日之下》 | 新晉導演 | 提名 |

上海國際電影節
| 年份   | 獲提名       | 獎項                  | 結果 |
| ------ | ------------ | --------------------- | ---- |
| 2023年 | 《白日之下》 | 亞洲新人單元 最佳電影 | 提名 |
| 2023年 | 《白日之下》 | 亞洲新人單元 最佳導演 | 提名 |

## 外部連結
- 簡君晉在互联网电影资料库（IMDb）上的資料（英文）
- 簡君晉 | KAN Lawrence 香港電影導演大全 （页面存档备份，存于）
- 「簡」單的電影語言 | 簡君晉導演 M21青協網台